# Frédéric Dusart
Pour les articles homonymes, voir Dusart.
Frédéric Dusart est un entraîneur français de basket-ball né le 23 mars 1978 à Valenciennes (Nord).

## Biographie
Entraîneur ajoint à Villeneuve-d'Ascq depuis 2005, il prend la place de titulaire après qu'Abdou N'Diaye - avec qui il forme un duo depuis sept années - soit remercié en janvier 2012. Après un intérim jusqu'à la fin de saison, où il accroche le maintien grâce à quatre victoires consécutives en février, il est reconduit pour la saison suivante.
Troisième de la saison régulière, finaliste du championnat et vainqueur de l'Eurocoupe, il est élu par ses pairs entraîneur LFB de la saison 2014-2015. Le club prolonge alors son contrat jusque 2018. Son année 2015 sera également récompensé par le Syndicat des Coachs de Basket-ball qui lui décerne le trophée SCB de l'entraîneur de l'année 2015 après le derby remporté face à Arras (81-51) lors de la 10e journée de LFB 2015-2016.
En 2017, il remporte avec Villeneuve-d'Ascq  son premier titre de championne de France face à Lattes Montpellier.
Au printemps 2019, il annonce sa signature pour deux saisons avec le club belge des Castors Braine.
Le club est titré lors de la saispon 2019-2020 écourtée par la pandémie. Après avoir remporté la Coupe de Belgique, il mène les Castors au titre national 2024-2025 en battant les Kangoeroes Malines dans le match décisif des finales.
En juin 2025, Dusart rejoint le Sichuan Yuanda, un club du championnat chinois basé dans la ville de Chengdu. Il s'engage pour 5 mois avec le club.

## Entraîneur
- 2000-2004 :  Saint-Saulve
- 2005-2012 :  Villeneuve-d'Ascq (assistant)
- 2012-2019 :  Villeneuve-d'Ascq
- 2019-2025 :  Castors Braine
- depuis 2025 :  Sichuan Yuanda

## Palmarès
- Vainqueur de l'Eurocoupe 2015[10]
- Champion de France : 2017
- Vice-champion de France : 2015
- Entraîneur LFB de l'année en 2015[11],[12]
- Trophée SCB de l'entraîneur de l'année 2015[5]
- Finaliste de l'Eurocoupe : 2016[13]
- Finaliste de la Coupe de France en 2014
- Finaliste de la Supercoupe d'Europe en 2016
- Champion de France 2017[6].
- Champion de Belgique : 2020, 2025
- Coupe de Belgique : 2025